# Parti des travailleurs et du peuple
Le Parti des travailleurs et du peuple (PTP) est un parti politique sénégalais, dirigé par Me Elhadji Diouf, avocat et ministre du Réseau hydrographique national. 

## Orientation
Parti d'opposition à l'origine – son chef de file était membre de la LD/MPT pendant 10 ans –, le PTP a soutenu la majorité présidentielle dans le cadre de la Coalition Sopi en 2007. Me El Hadj Diouf n'a pas caché alors son intention de briguer la succession d'Abdoulaye Wade à la présidence.